# سیبل اوزکان
سیبل اوزکان (ترکی استانبولی: Sibel Özkan؛ زادهٔ ۳ مارس ۱۹۸۸) وزنه‌بردار اهل ترکیه است.
وی در مسابقات کشوری و بین‌المللی در مجموع برندهٔ ۲ مدال طلا، ۶ مدال نقره شده‌است.